# Eduard Böcking
Eduard Böcking (født 20. maj 1802 i Trarbach, død 3. maj 1870 i Bonn) var en tysk retslærd og historiker.
Böcking, som fra 1829 var professor i Bonn, var en skarpsindig og grundlærd, især filologiskt velrustet repræsentant for den historiske skole indenfor retsvidenskaben og inlagde sig fortjeneste gennem udgivelsen af de juridiske klassikere Ulpianus (1841; 4. udgave 1855) og Gajus (1837; 5. udgave 1866), begge i af ham prentede faksimilen af håndskrifterne, samt Notitia dignitatum (1839-53). Han udgav også A.W. von Schlegels og Ulrich von Huttens arbeten.